# Kinnarps AB
Kinnarps AB är ett möbelföretag med säte i Kinnarp utanför Falköping, som grundades 1942 av Jarl och Evy Andersson. Kinnarps levererar helhetslösningar när det gäller inredning för kontor och offentlig miljö. Idag är Kinnarps den största kontorsmöbeltillverkaren i Europa och har försäljningsverksamhet i cirka 40 länder. Produktion sker vid sex anläggningar i Sverige: i Kinnarp, Jönköping, Skillingaryd, Vinslöv och Tranås (x2). Den största anläggningen ligger i Kinnarp. 
Jarl Anderssons son Henry Jarlsson var den förste som, 1987, tilldelades Albert Bonniers pris till Årets företagare. 
Kontorsmöbler och Jarla är äldre, lokala namn på fabriken i Kinnarp. 